# 莱申采伊什特万德
莱申采伊什特万德，是匈牙利维斯普雷姆州所辖的一个村，总面积8.64平方公里，总人口974，人口密度112.7人/平方公里（2010年1月1日）。